# Groupe de Langlands
Ne doit pas être confondu avec Groupe dual de Langlands.
En mathématiques, le groupe de Langlands est un groupe LF conjecturalement associé à tout corps local ou global F, qui satisfait à des propriétés semblables à celles du groupe de Weil. C'est Robert Kottwitz qui l'a nommé ainsi. Dans la formulation de Kottwitz, le groupe de Langlands devrait être une extension du groupe de Weil par un groupe compact. Lorsque F est un corps local archimédien, LF est le groupe de Weil de F ; lorsque F est un corps local non archimédien, LF est le produit du groupe de Weil de F avec le groupe spécial unitaire SU(2). Lorsque F est un corps global, l’existence de LF est encore conjecturale, bien que James Arthur en ait donné une description conjecturale. La correspondance de Langlands pour F s'exprime alors comme une correspondance « naturelle » entre les représentations complexes irréductibles de dimension n de LF et, dans le cas global, les représentations automorphes cuspidales de GLn(AF), où AF désigne les adèles de F.